# 哨兵 (漫画)
哨兵（英語：Sentry），本名羅伯特·“鮑勃”·雷诺兹（Robert "Bob" Reynolds），是漫威漫畫旗下的一名超级英雄。

## 角色生平
羅伯特·“鮑勃”·雷诺兹（Robert "Bob" Reynolds）年少時有毒癮，某天不小心喝了某位教授所發明的秘密配方，體內因而產生共振並打開了通往宇宙某處的通道，獲得了有百萬太陽爆發下的能量，力量遠超乎想像的強大，能與雷神索爾正面交戰而佔上風，亦能輕鬆擊殺所有共生體中最強大的屠殺，被認為是漫威宇宙最強的超級英雄。但在光鮮亮麗的外表下，內心其實潛藏着一個由邪惡組成的人格「虛無」，經常讓羅伯特的內心陷入正邪交戰的狀態，圍城事件時被「虛無」接管心神，擊敗了所有的超級英雄和反派，最終被索爾擊殺，並將其扔進太陽中以防止復活。

## 其他媒體

### 電影
- 漫威電影宇宙：由路易斯·普曼飾演。
  - 《雷霆特攻隊*》（2025年）
  - 《復仇者聯盟：末日之戰》（2026年）

### 遊戲
- 《漫威：未來之戰》：手機遊戲，哨兵是玩家可使用角色之一。
- 《漫威：瞬戰超能（英语：MARVEL SNAP）》：手機卡牌遊戲，哨兵是系列3卡牌角色之一，能力是無法放置在右側區域。 揭示： 向右側區域添加一張 -8戰鬥力的虛無。